# Costaler

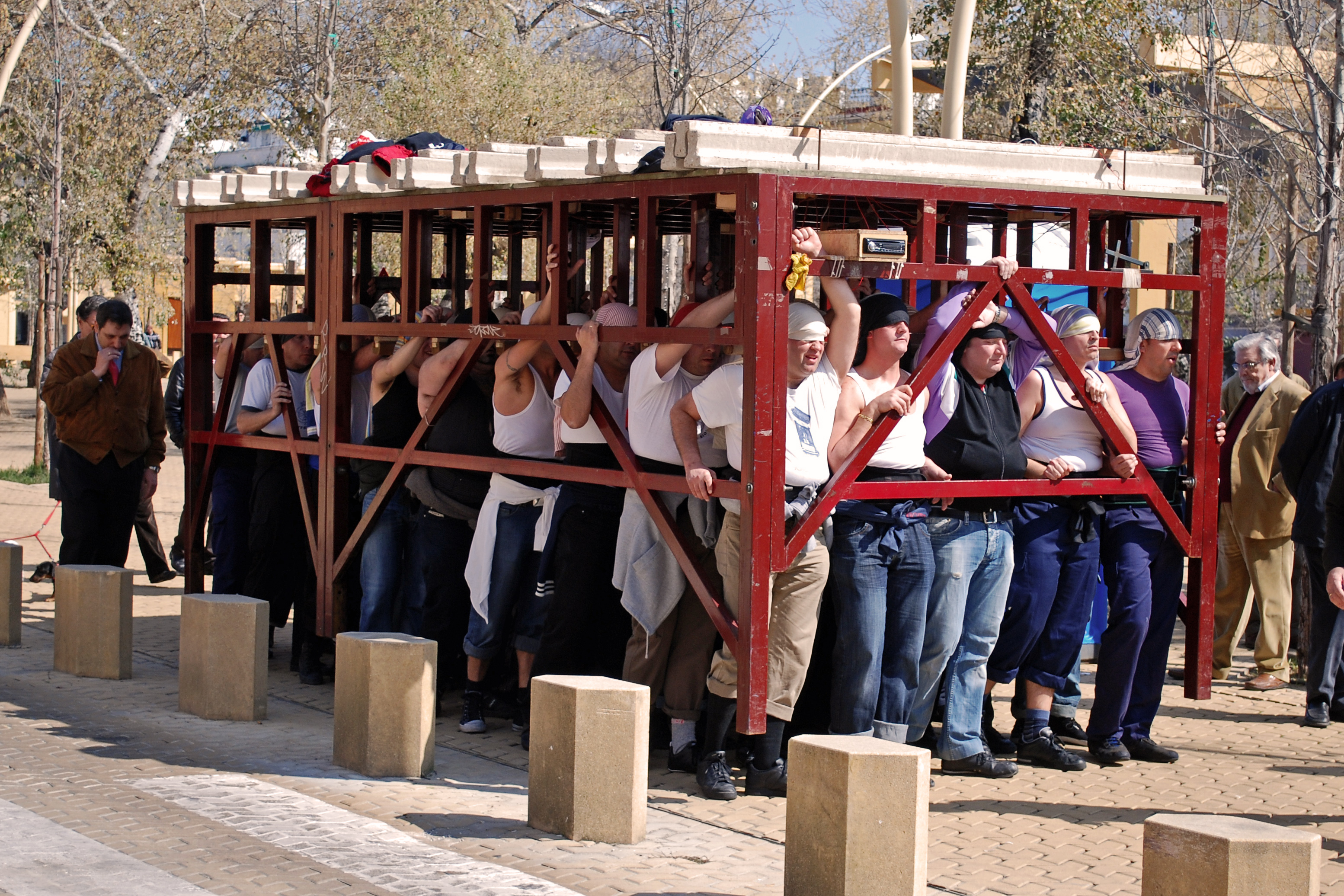
Assaig de costalers travessant l'Alameda d'Hércules, a Sevilla.

Costaler és el nom que rep cadascuna de les persones encarregades de portar sobre si o carregar, d'una manera específica, la imatge o imatges en els passos que formen part dels seguicis processionals durant la Setmana Santa, o en les processons de glòria. El terme portant és un sevillanisme, prové de costal i ja apareix recollit en el Vocabulari Andalús (1a edició, 1934) a on es defineixen als costalers com: "els que porten els passos de les imatges, amb un costal una mica farcit que es col·loquen al cap i els cau per l'esquena".
Els costalers carreguen el pes sobre el seu coll, concretament sobre la setena vèrtebra cervical, i protegeixen aquesta zona amb una tela anomenada costal, fonamental per a la seva tasca, que pot ser des d'arpillera fins de creu de punt. Dins de la germandat exerceixen un dels serveis més importants: portar el pas a costal. Aquesta és una de les principals característiques de la Setmana Santa en moltes ciutats, sent la província de Sevilla la que més nombre de costalers acumula en la seva Setmana Santa. Aquesta forma de portar els passos es dona també en ciutats de les províncies de Huelva, Ciudad Real i Còrdova, tant a la capital com a la província.